# Fatou Jallow
Fatou "Toufah" Jallow (Fatou A. Jallow), (Soma, 19 de abril de 1996) es una reina de belleza gambiana. Se hizo conocida por sus acusaciones en 2014 contra el presidente de Gambia, Yahya Jammeh.

## Biografía
Jallow pertenece a la etnia Fula. Sus padres son Alfa Jallow y Awa Saho. Asistió a la Escuela Secundaria Superior de Nusrat hasta el 12.º grado.
En 2014, ganó el título de Miss el 22 de julio en el certamen de belleza nacional organizado por el dictador de Gambia Yahya Jammeh. En ese momento tenía 18 años.
En septiembre de 2014 comenzó un curso de formación de profesores en The Gambia College en Brikama.
Según una noticia en Kibaroo News en junio de 2015, desapareció durante varias semanas después de ser invitada a la Casa del Estado en Banjul. En el período después de la competición, Jammeh fue acusado de acosarla sexualmente repetidamente y de ofrecerle regalos. Según el informe, fue llevada a Jammeh varias veces contra su voluntad. Él había anunciado públicamente varias veces que se quería casar con Jallow, una propuesta que ella rechazó.
Como explicó Jallow en 2019, en julio de 2015 huyó por la frontera a Dakar (Senegal). El 6 de agosto de 2015, recibió asilo en Canadá y desde entonces vivió en Toronto. Allí completó una terapia y estudió trabajo social. En 2019 trabajó como representante de servicio al cliente para una empresa de telecomunicaciones y participó en un refugio de mujeres.

### Acusaciones de violación
A finales de junio de 2019, denunció delante de las organizaciones de derechos humanos Human Rights Watch y TRIAL que Jammeh la había violado. El nombre de Jallow fue mencionado a petición suya para animar a otras mujeres a informar sobre tales experiencias.
Después de ganar el concurso de belleza, el 6 de diciembre de 2014, dijo que la invitaron a visitar a Jammeh varias veces en los meses siguientes. Según su declaración, recibió 50,000 Dalasi, y más tarde otros 200,000 Dalasi de él.

### Reacciones
El propio Jammeh no comentó las acusaciones. Ousman Rambo Jatta, funcionario del partido de la Alianza para la Reorientación Patriótica y la Construcción, fundado por Jammeh, calificó las acusaciones de mentira, afirmando que Jammeh «es un líder muy respetable, temeroso de Dios y piadoso, que no tiene nada más que respeto por nuestras mujeres gambianas.» Un conductor en ese momento también negó las acusaciones de violación de Jallow.
El ministro de Justicia y fiscal general de Gambia, Abubacarr Tambadou, y Salieu Taal, presidente del Colegio de Abogados de Gambia (GBA), elogiaron a Jallow por su valentía al romper su silencio y alentaron a otras víctimas de violación a hablar, con la esperanza de que proporcionarían la base para que se presenten más cargos contra Jammeh. La organización de derechos de las mujeres Asociación de Abogadas de Gambia (FLAG) se unió a ellos en esta opinión. En los días siguientes se informó de nuevas acusaciones contra políticos de alto rango.
En septiembre de 2019, el líder interino del APRC, Fabakary Jatta, calificó las acusaciones de mentira, diciendo que Jallow  «incluso debería estar agradecida al expresidente Jammeh por el apoyo monetario», y denunció las acusaciones como intentos de empañar la imagen de Jammeh. Jallow rechazó esta declaración por considerarla una búsqueda de atención infundada, y señaló que ella no había acusado a APRC como partido, sino a Jammeh personalmente, y que APRC no debería de hablar en su nombre.
El 31 de octubre de 2019, Jallow testificó ante la Comisión de la Verdad, la Reconciliación y Reparación para llegar a un acuerdo con el reinado de Jammeh, y repitió y aclaró sus acusaciones.